# Oyashio
 (avril 2009).
Si vous disposez d'ouvrages ou d'articles de référence ou si vous connaissez des sites web de qualité traitant du thème abordé ici, merci de compléter l'article en donnant les références utiles à sa vérifiabilité et en les liant à la section « Notes et références ».
Pour les articles homonymes, voir Oyashio (homonymie).

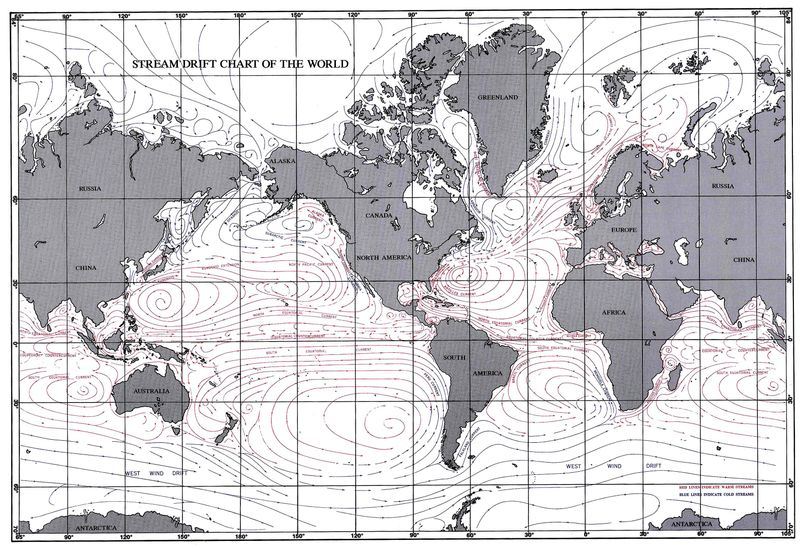
Carte des courants océaniques

L’Oya-shio ou Oya-shivo, en japonais oyashio (親潮, « courant des parents »), est un courant marin froid de surface de l'Océan Pacifique qui suit une direction sud-ouest en longeant la presqu'ile du Kamtchatka et l'archipel des Kouriles et rencontre à l'est du Japon les prolongements du courant chaud du Kuroshio. Une partie des eaux plus froides et moins salées de l'Oyashio plonge sous le Kuroshio et se dirige vers le sud. Le reste forme à la surface avec les eaux du Kuroshio les prémices du courant du Pacifique nord.
Les lieux où les deux courants se rencontrent sont caractérisés par la présence de fréquents bancs de brume. Ceux-ci apparaissent lorsque les masses d'air chaud, qui ont tendance à se charger en humidité au-dessus des eaux du Kuroshio à plus de 20 °C, rencontrent les masses d'eau froide de l'Oyashio. L'air se refroidissant, sa température atteint puis descend en dessous de son point de rosée. Cet air est alors saturé en humidité et tout le surplus de vapeur d'eau se condense sous la forme de nappes de brume.
L'Oyashio transporte en moyenne 15 millions de m3 d'eau par seconde, ce qui est inférieur au débit du Kuroshio. Son courant subit des variations cycliques : en hiver et au printemps, son débit est de 20 à 30 sverdrups mais tombe à 3-4 sverdrups en été. 
L'Oyashio résulte de la rencontre entre le courant du Kamtchatka et le courant traversier de la mer d'Okhotsk qui modifie fortement ses caractéristiques.
L'Oyashio est alimenté par les eaux profondes et froides des régions polaires et est donc très riche en nutriments. Cette caractéristique est à l'origine de son nom japonais.